# Шерди-Мохк
Шерди-Мохк (рос. Шерды-Мохк) — село у Веденському районі Чечні Російської Федерації.
Населення становить 54 особи. Входить до складу муніципального утворення Курчалінське сільське поселення.

## Історія
Згідно із законом від 20 лютого 2009 року органом місцевого самоврядування є Курчалінське сільське поселення.

## Населення
| 1990 | 2002 | 2010 |
| ---- | ---- | ---- |
| 275  | ↘0   | ↗54  |